# 貝茨氏原野鯪
貝茨氏原野鯪（学名：Prolabeo batesi）是輻鰭魚綱鯉形目鯉科的其中一個種，分布於非洲獅子山，體長可達10.5公分，棲息在種底層水域。